# Slaley (Northumberland)
Slaley – wieś w Anglii, w hrabstwie Northumberland. Leży 28 km na zachód od miasta Newcastle upon Tyne i 399 km na północ od Londynu.